# 크롬프토돈
크롬프토돈(Cromptodon)은 남아메리카 아르헨티나에 살았던 견치류 중 하나이다.

## 분류
보나파르트는 원래 크롬프토돈을 게일사우루스과로 분류했었는데 1991년 홉슨{Hopson)은 크롬프토돈의 치아와 어린 알레오돈(Aleodon)의 치아가 닮았다는 점을 지적하고 크롬프토돈을 키니쿼돈과(Chiniquodontidae)로 재분류했으나 2003년 페르난도 압달라와 노베르토는 치니쿼돈과를 체계적으로 재정리했고 크롬프토돈과 알레오돈 모두 치니쿼돈과에 속하지 않았다는 것을 발견했다. 그러나 이 연구는 명확한 분류학적인 정보를 제공하기 위해 추가적인 자료가 필요하다.